# Zermizinga indocilis
Zermizinga indocilis är en fjärilsart som beskrevs av Edward Meyrick 1883. Zermizinga indocilis ingår i släktet Zermizinga och familjen mätare. Inga underarter finns listade i Catalogue of Life.